# David Headley
David Coleman Headley (* 30. Juni 1960 in Washington, D.C. als Daood Sayed Gilani) ist ein pakistanischer US-Amerikaner, der mit der Terrorgruppe Laschkar e-Taiba die Anschläge am 26. November 2008 in Mumbai verübte. Recherchen von Medien, Wissenschaftlern und Aussagen beteiligter Behördenmitarbeiter belegen, dass Headley über Jahre gleichzeitig für die US-amerikanische Drug Enforcement Administration (DEA) und pakistanische Islamisten der Lashkar-e-Taiba (LeT) mit engen Verbindungen zum pakistanischen Nachrichtendienst ISI arbeitete. Am 24. Januar 2013 verurteilte ein US-Bundesgericht Headley zu 35 Jahren Haft.

## Leben
Headleys Vater, Sayed Salim Gilani, war Diplomat in der pakistanischen Botschaft in Washington, wo Headleys Mutter als Sekretärin arbeitete. Alice Serrill Headley (1939–2008) stammte aus Maryland; ihr Vater L. Coleman Headley war ein ehemaliger Football-Star der University of Maryland. Nach der Geburt von Daood Sayed zog die Familie nach Lahore; die Ehe der Eltern zerbrach. Serrill Headley ließ Mann und Sohn in Pakistan zurück und heiratete vier weitere Male.
Als 1977 die pakistanische Regierung gestürzt wurde, reiste Serrill Headley nach Pakistan und nahm Daood, der inzwischen das Cadet College Hasan Abdal besucht hatte, mit sich zurück in die Vereinigten Staaten; sie besaß eine Bar in Philadelphia.
1985 heiratete Daood Gilani eine Studentin der Pennsylvania State University; die Ehe wurde 1987 geschieden.
In den späten 1980er Jahren eröffnete Daood Gilani zwei Videotheken in New York City. 1987 wurde er erstmals wegen Drogenvergehen verhaftet und erwirkte durch Zusammenarbeit mit der Drug Enforcement Administration (DEA) ein mildes Urteil. 1997 wurde er verhaftet, als er Heroin aus Pakistan in die USA schmuggelte.
Zwischen 2002 und 2005 reiste Headley mehrfach nach Pakistan, wo er Terror-Trainingslager absolvierte, während er gleichzeitig als Informant für die Drug Enforcement Administration arbeitete.
2006 änderte er seinen Namen zu David Headley und zog mit seiner Familie nach Chicago.

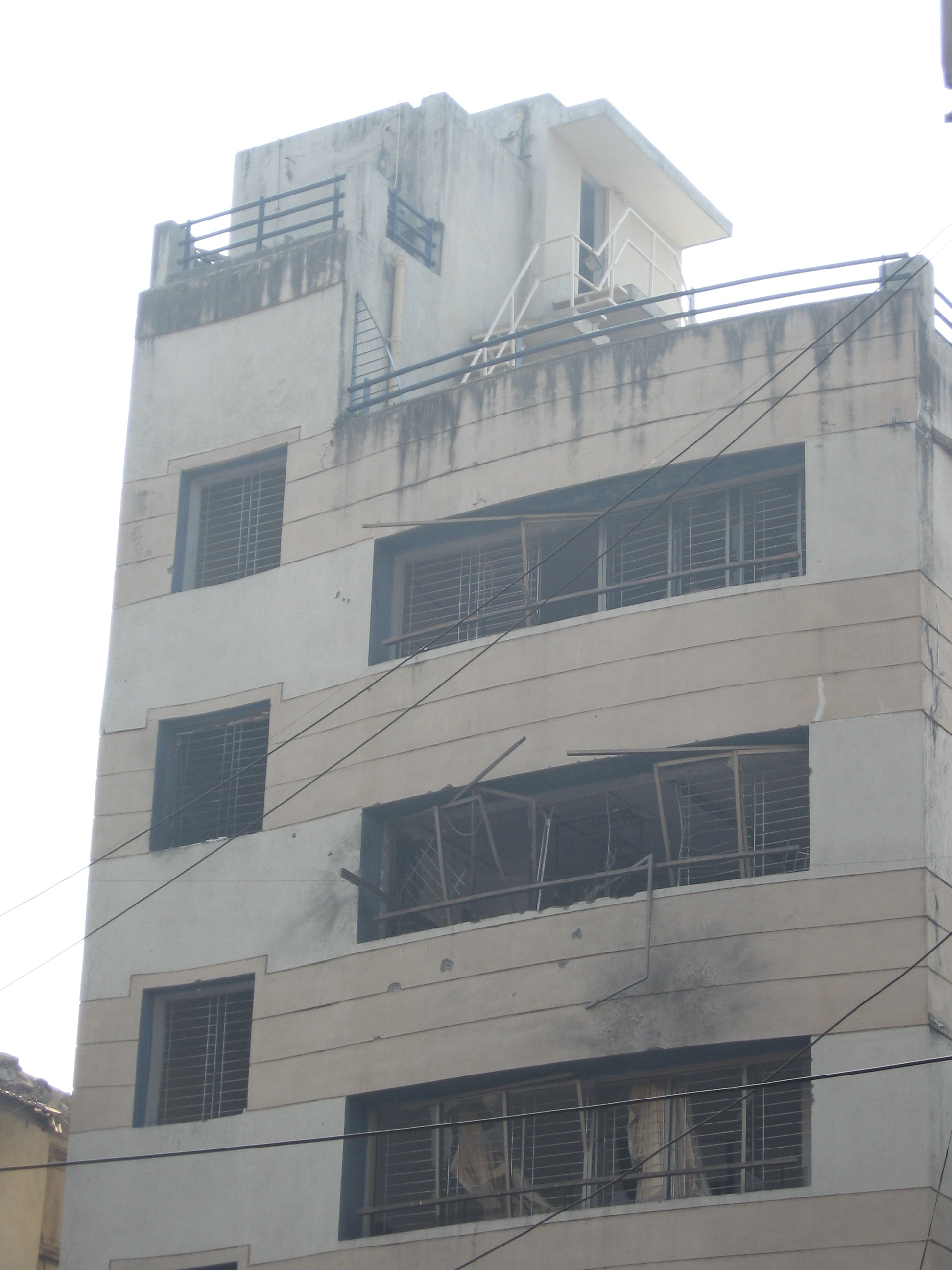
Fassade des Nariman House eine Woche nach den Anschlägen

Zwischen 2006 und 2008 sondierte Headley in fünf Spionagemissionen in Mumbai Ziele für die geplanten Terror-Angriffe, bei denen schließlich 168 Menschen starben. 2009 reiste Headley nach Dänemark, um einen Anschlag auf die dänische Zeitung Jyllands-Posten zu planen, welche die umstrittenen Mohammed-Karikaturen veröffentlicht hatte. Im Oktober 2009 wurde Headley am O’Hare International Airport in Chicago festgenommen, als er sich wieder auf den Weg nach Pakistan machen wollte.
Der indische Innen-Staatssekretär Gopal Krishna Pillai brachte Headley auch in Verbindung mit dem Attentat 2010 auf das Restaurant German Bakery in Pune.